# Quispe Sisa
Quispe Sisa, död 1559, var en inkaprinsessa.
Hon var dotter till Huayna Capac. Hon blev konkubin till Francisco Pizarro 1533. 